# Canton de Montcuq
Le canton de Montcuq est une ancienne division administrative française située dans le département du Lot et la région Midi-Pyrénées.

## Géographie
Ce canton était organisé autour de Montcuq dans l'arrondissement de Cahors. Son altitude variait de 108 m (Le Boulvé) à 305 m (Saint-Pantaléon) pour une altitude moyenne de 215 m.

## Composition
Le canton de Montcuq groupait seize communes et comptait 3 757 habitants (recensement de 1999 sans doubles comptes).
| Nom                  | Code Insee | Intercommunalité   | Superficie (km2) | Population (dernière pop. légale) | Densité (hab./km2) |
| -------------------- | ---------- | ------------------ | ---------------- | --------------------------------- | ------------------ |
| Bagat-en-Quercy      | 46014      | CC du Quercy Blanc | 16,63            | 201 (2014)                        | 12                 |
| Belmontet            | 46025      | CC du Quercy Blanc | 12,12            | 149 (2013)                        | 12                 |
| Le Boulvé            | 46033      | CC du Quercy Blanc | 19,51            | 194 (2014)                        | 9,9                |
| Fargues              | 46099      | CC du Quercy Blanc | 14,79            | 151 (2014)                        | 10                 |
| Lascabanes           | 46158      | CC du Quercy Blanc | 16,58            | 200 (2014)                        | 12                 |
| Lebreil              | 46166      | CC du Quercy Blanc | 10,20            | 178 (2013)                        | 17                 |
| Montcuq              | 46201      | CC du Quercy Blanc | 32,22            | 1 241 (2013)                      | 39                 |
| Montlauzun           | 46206      | CC du Quercy Blanc | 6,48             | 127 (2014)                        | 20                 |
| Sainte-Croix         | 46261      | CC du Quercy Blanc | 7,77             | 70 (2013)                         | 9                  |
| Saint-Cyprien        | 46262      | CC du Quercy Blanc | 15,07            | 277 (2014)                        | 18                 |
| Saint-Daunès         | 46263      | CC du Quercy Blanc | 10,11            | 215 (2014)                        | 21                 |
| Saint-Laurent-Lolmie | 46274      | CC du Quercy Blanc | 10,81            | 190 (2014)                        | 18                 |
| Saint-Matré          | 46278      | CC du Quercy Blanc | 6,41             | 116 (2014)                        | 18                 |
| Saint-Pantaléon      | 46285      | CC du Quercy Blanc | 19,37            | 264 (2014)                        | 14                 |
| Saux                 | 46300      | CC du Quercy Blanc | 8,31             | 119 (2014)                        | 14                 |
| Valprionde           | 46326      | CC du Quercy Blanc | 15,92            | 116 (2013)                        | 7,3                |

## Représentation

### Conseillers généraux de 1833 à 2015
| Période      | Période          | Identité                        | Étiquette     | Qualité |
| ------------ | ---------------- | ------------------------------- | ------------- | --- |
| 1833         | 1845             | Joseph de Puniet de Montfort    |               | Général - Inspecteur général des Fortifications |
| 1845         | 1848             | Jean-Pierre Dandrieu            |               | Juge de paix, ancien maire, conseiller d'arrondissement, Montcuq |
| 1848         | 1852             | Jean-Baptiste Fignères          |               | Médecin, juge de paix à Saint-Laurent |
| 1852         | 1867             | Jean-François Gleizes de Raffin |               | Juge à Cahors |
| 1867         | 1871             | Henri Tachard                   |               | Notaire, maire de Montcuq |
| 1871         | 1883             | Henri Saux                      | Droite        | Notaire à Montcuq |
| 1883         | 1895             | Eloi Béral                      | Républicain   | Ingénieur, Sénateur (1883-1897 et 1906-1908)) |
| 1895         | 1901             | Emile-Jean Fabre                | Rad.          | Médecin à Montcuq |
| 1901         | 1907             | Jean-Pierre Boudou              | Rad.          | Maire de Montcuq (1890-1910), conseiller d'arrondissement |
| 1907         | 1913             | Émile-Jean Fabre                | Républicain   | Médecin à Montcuq |
| 1913         | 1919             | Pierre Darquier                 | Rad.          | Docteur en médecine, maire de Cahors (1907-1919) |
| 1919         | 1924 (démission) | Paul Valat                      | Rad.          | Docteur en médecine à Cahors |
| 1924         | 1929             | Léon Peindarie                  | Rad.          | Docteur en médecine, maire de Montcuq, conseiller d'arrondissement |
| 1929         | 1940             | Jean Peindarie                  | Rad.          | Médecin à Cahors, conseiller municipal de Montcuq Nommé conseiller départemental en 1943 |
|              |                  |                                 |               | |
| 1945         | 1949 (décès)     | Armand Mercadier                | SFIO          | Cultivateur, maire de Saint-Cyprien |
| 1949         | 1963 (décès)     | Géolin Lespinet                 | Rad.          | Agriculteur, maire de Lebreil |
| 17 mars 1963 | 1994             | Maurice Faure                   | Rad. puis MRG | Député de 1951 à 1983 Sénateur de 1983 à 1988 Ministre Député Européen de 1979 à 1981 Maire de Prayssac de 1953 à 1965 Maire de Cahors de 1965 à 1989 Président du Conseil Général de 1971 à 1994 |
| 1994         | 2012 (démission) | Daniel Maury                    | PRG           | Maire de Montcuq de 1990 à 2008 Ancien maire de Saint-Cyprien Vice-Président du Conseil Général                                                                                                   |
| 2012         | 2015             | Jeannine Ausset                 | SE-app.PRG    | Retraitée de La Poste Maire de Saux (2001-2019) |

### Conseillers d'arrondissement (de 1833 à 1940)
| Période                                  | Période           | Identité             | Étiquette   | Qualité |
| ---------------------------------------- | ----------------- | -------------------- | ----------- | --- |
| 1833                                     | 1845              | Jean Pierre Dandrieu |             | Maire de Montcuq (1830-1838)                                                                                |
|                                          |                   |                      |             | |
| 1886                                     | 1890 (démission)  | Jean Valat           | Républicain | Maire de Montcuq (1881-1890)                                                                                |
| 1890                                     | 1898              | Louis Darnis         | Républicain | Notaire à Saint-Cyprien                                                                                     |
| 1898                                     | 1901              | Jean-Pierre Boudou   | Radical     | Maire de Montcuq (1890-1910)                                                                                |
|                                          |                   |                      |             | |
| av.1919                                  | 1924              | Léon Peindarie       | Radical     | Médecin, maire de Montcuq                                                                                   |
| 9 novembre 1924                          | 1928              | M. Mercadier         | Radical     | Agriculteur à Saint-Laurent-Lolmie                                                                          |
| 1928                                     | 1930 (annulation) | M. Vignoles          | URD         | |
| 1930                                     | 1934              | M. Mercadier         | Radical     | Agriculteur à Saint-Laurent-Lolmie                                                                          |
| 1934                                     | 1940              | M. Vignoles          | URD         | |
| 1940                                     |                   |                      |             | Les conseils d'arrondissement ont été suspendus par la loi du 12 octobre 1940 et n'ont jamais été réactivés |
| Les données manquantes sont à compléter. |                   |                      |             | |

## Démographie
| 1962  | 1968  | 1975  | 1982  | 1990  | 1999  | 2006  | 2011  | 2012  |
| ----- | ----- | ----- | ----- | ----- | ----- | ----- | ----- | ----- |
| 4 432 | 4 039 | 3 683 | 3 560 | 3 662 | 3 757 | 3 911 | 3 836 | 3 827 |